# Fernando de Ocampo
Fernando de Ocampo, OFM (falecido em 1632) foi um prelado católico romano que serviu como segundo bispo de Santa Cruz de la Sierra (1621–1632) e bispo titular de Usula (1620–1621).

## Biografia
Natural de Madrid, Fernando de Ocampo foi ordenado sacerdote na Ordem dos Frades Menores. No dia 14 de dezembro de 1620, foi escolhido pelo Rei da Espanha e confirmado pelo Papa Paulo V como Bispo Coadjutor de Santa Cruz de la Sierra e Bispo Titular de Usula. Em 1621, foi consagrado bispo por Bartolomé Lobo Guerrero, arcebispo de Lima, e no mesmo ano sucedeu Dom Antonio Calderón de León no bispado. Serviu como Bispo de Santa Cruz de la Sierra até à sua morte em 1632.
Enquanto bispo, foi o principal consagrador de Luis Jerónimo Oré, Bispo de Concepción.